# 图 (数据结构)

一个有3个节点和3条边的有向图

在计算机科学中，图（英語：graph）是一种抽象数据类型，用于实现数学中图论的无向图和有向图的概念。
图的数据结构包含一个有限（可能是可变的）的集合作为节点集合，以及一个无序对（对应无向图）或有序对（对应有向图）的集合作为边（有向图中也称作弧）的集合。节点可以是图结构的一部分，也可以是用整数下标或引用表示的外部实体。
图的数据结构还可能包含和每条边相关联的数值（edge value），例如一个标号或一个数值（即权重，；表示花费、容量、长度等）。

## 操作
图数据结构G支持的基本操作通常包括：
- adjacent(G, x, y)：查看是否存在从节点x到y的边；
- neighbors(G, x)：列出所有从x出发的边的另一个顶点y；
- add_vertex(G, x)：如果不存在，将节点x添加进图；
- remove_vertex(G, x)：如果存在，从图中移除节点x；
- add_edge(G, x, y)：如果不存在，添加一条从节点x到y的边；
- remove_edge(G, x, y)：如果存在，从图中移除从节点x到y的边；
- get_vertex_value(G, x)：返回节点x上的值；
- set_vertex_value(G, x, v)：将节点x上的值赋为v。

如果该数据结构支持和边关联的数值，则通常也支持下列操作：
- get_edge_value(G, x, y)：返回边(x, y)上的值；
- set_edge_value(G, x, y, v)：将边(x, y)上的值赋为v。

## 图的常见数据结构
邻接表
节点存储为记录或对象，且为每个节点创建一个列表。这些列表可以按节点存储其余的信息；例如，若每条边也是一个对象，则将边存储到边起点的列表上，并将边的终点存储在边这个的对象本身。
邻接矩阵
一个二维矩阵，其中行与列分别表示边的起点和终点。顶点上的值存储在外部。矩阵中可以存储边的值。
关联矩阵
一个二维矩阵，行表示顶点，列表示边。矩阵中的数值用于标识顶点和边的关系（是起点、是终点、不在这条边上等）。
下表给出了在图上进行各种操作的复杂度。其中，用|V|表示节点数量，|E|表示边的数量。同时假设存储的信息是边上对应的值，如果没有对应值则存储∞。
|                                                        | 邻接表                                           | 邻接矩阵                                 | 关联矩阵                                     |
| ------------------------------------------------------ | ------------------------------------------------ | ---------------------------------------- | -------------------------------------------- |
| 空间复杂度                                             |                                                  |                                          |                                              |
| 存储一张图                                             | {\displaystyle O(\|V\|+\|E\|)}                   | {\displaystyle O(\|V\|^{2})}             | {\displaystyle O(\|V\|\cdot \|E\|)}          |
| 时间复杂度                                             |                                                  |                                          |                                              |
| 添加节点                                               | {\displaystyle O(1)}                             | {\displaystyle O(\|V\|^{2})}             | {\displaystyle O(\|V\|\cdot \|E\|)}          |
| 添加边                                                 | {\displaystyle O(1)}                             | {\displaystyle O(1)}                     | {\displaystyle O(\|V\|\cdot \|E\|)}          |
| 移除节点                                               | {\displaystyle O(\|E\|)}                         | {\displaystyle O(\|V\|^{2})}             | {\displaystyle O(\|V\|\cdot \|E\|)}          |
| 移除边                                                 | {\displaystyle O(\|V\|)}                         | {\displaystyle O(1)}                     | {\displaystyle O(\|V\|\cdot \|E\|)}          |
| 检查节点x和y是否邻接（假设已知两个节点对应的存储位置） | {\displaystyle O(\|V\|)}                         | {\displaystyle O(1)}                     | {\displaystyle O(\|E\|)}                     |
| 注释                                                   | 移除节点或边速度较慢，因为需要找到相连的边或节点 | 增减节点速度较慢，因为需要修改矩阵的大小 | 增减节点或边速度较慢，因为需要修改矩阵的大小 |

邻接表在稀疏图上比较有效率。邻接矩阵则常在图比较稠密的时候使用，判断标准一般为边的数量|E |接近于节点的数量的平方|V |2；邻接矩阵也在查找两节点邻接情况较为频繁时使用。
其它表示和存储图的数据结构还包括链式前向星、十字链表、邻接多重表等。

## 并行计算
图问题的并行计算主要存在如下几种困难：处理大量的数据、求解非常规的问题、数据不分散、数据存取对计算的比例很高等。面对这些困难，并行计算中图的表示和存储方式很重要。如果选取了不合适的表示方式，可能带来不必要的通讯花费，进而影响算法的可扩展性。在本节中，并行计算的共享和分布式存储模型都在考虑之列。

### 共享存储
在共享存储模型下，图的表示和非并行计算中的场景是相同的，因为在此模型下，对图表示（如邻接表）的并行读取操作效率已经足够高了。

### 分布式存储
在分布式存储模型下，通常会采用划分点集{\displaystyle V}为{\displaystyle p}个集合{\displaystyle V_{0},\dots ,V_{p-1}}的方式，其中{\displaystyle p}是并行处理器的数量。随后，这些点集划分及相连的边按照标号分配给每个并行处理器。每个处理器存储原图的一个子图，而那些两个顶点分属两个子图的边则需额外特殊处理。在分布式图算法中，处理这样的边往往意味着处理器之间的通讯。
图的划分需要谨慎地在降低通讯复杂度和使划分均匀之间取舍。但图划分本身就是NP难问题。因此，实践中会使用启发式方法。

## 图的压缩存储
机器学习、社会网络分析等领域中，有时会处理数万亿条边的图。图的压缩存储可以减少存取和内存压力。霍夫曼编码等一些数据压缩的常见方法是可行的。同时，邻接表、邻接矩阵等也有专门的压缩存储方法以提高效率。